# Ekkehard Arendt
Ekkehard Arendt (10 de junio de 1892-10 de mayo de 1954) fue un actor austriaco.

## Biografía
Nacido en Viena, Austria, en sus inicios acudió a la Escuela de Negocios de Viena y a la Universidad de Viena, completando un curso de formación vocal. En el comienzo de la Primera Guerra Mundial sirvió un tiempo en un regimiento Kaiserjäger. Finalizada la contienda, durante unos años trabajó en la industria antes de convertirse finalmente en actor. 
Tuvo poca actividad teatral, actuando ocasionalmente en la Ópera Cómica de Berlín y en el Stadttheater de Viena. Por el contrario, fue un activo actor de reparto cinematográfico desde 1927, asumiendo en ocasiones papeles de relevancia. Entre sus películas más destacadas figura la dirigida en 1930 por Alfred Hitchcock Mary, así como la producción de 1932 Johann Strauss, k. u. k. Hofkapellmeister, en la cual encarnaba a Josef Strauß. 
En 1935, habiendo llegado el Nazismo al poder, actuaba en un cabaret de Berlín. El espectáculo fue considerado antigubernamental, y Arendt fue detenido por la Gestapo, permaneciendo una semana en prisión. 
Durante la Segunda Guerra Mundial Arendt abandonó Berlín y volvió a Viena. A partir de entonces sus actuaciones cinematográficas fueron muy escasas. Ekkehard Arendt falleció en Viena en 1954.

## Filmografía
- 1927 : Der Katzensteg
- 1927 : Laster der Menschheit
- 1927 : Der goldene Abgrund
- 1927 : Der falsche Prinz
- 1928 : Der alte Fritz
- 1928 : Eva in Seide
- 1929 : La maravillosa mentira de Nina Petrovna (Die Wunderbare Lüge der Nina Petrowna)
- 1929 : Diane – Die Geschichte einer Pariserin
- 1929 : Die Liebe der Brüder Rott
- 1929 : Der Narr seiner Liebe
- 1929 : § 173 St.G.B. Blutschande
- 1930 : Phantome des Glücks
- 1930 : Mary
- 1931 : Luise, Königin von Preußen
- 1931 : Elisabeth von Österreich
- 1931 : Der brave Sünder
- 1932 : Johann Strauss, k. u. k. Hofkapellmeister
- 1933 : Glückliche Reise
- 1933 : Liebelei
- 1934 : Rosen aus dem Süden
- 1935 : Regine
- 1935 : Punks kommt aus Amerika
- 1935 : Mein Leben für Maria Isabell
- 1936 : Seine Tochter ist der Peter
- 1937 : Zu neuen Ufern
- 1938 : Konzert in Tirol
- 1938 : Rote Orchideen
- 1941 : Der Fall Rainer
- 1942 : Wien 1910
- 1947 : Wintermelodie
- 1947 : Singende Engel
- 1950 : Ruf aus dem Äther